# 消失 (小說)
《消失》，是倪匡筆下科幻小說衛斯理系列之一，系列編號19，連載於1969年9月16日至1969年10月15日的《明報》，作品與《貝殼》以《貝殼》之名共同出版。
故事描述接二連三的消失案件，最後衛斯理也消失，卻發現原來是外星人在搜集人類標本。目的是讓他們不死於意外災禍，重新展開新的人生。

## 故事內容

### 新娘突然不見了
衛斯理受到朋友余全祥邀請，到美國參加其婚禮。婚禮完成後不久，余全祥突然打電話給衛斯理，要求見面。見面時，余全祥焦急地指他的新娘－雲妮，在浴室叫了一聲便忽然消失。

### 新郎也失蹤了
衛斯理在浴室調查時，被窗外一道奇怪的綠光吸引時，看見雲妮，於是到發出綠光的峭壁上。衛斯理，余全祥和警方在峭壁附近和屋子忙了一整天都找不到雲妮之際，余全祥突然又在浴室消失。警方派了專對付神秘不可思議的部門主管助手來協助，發現屋子輻射能幾乎達能損害人體的程度，像是發生一次強烈的原子分裂反應。

### 我也失蹤了
偵查沒有結果，於是衛斯理決定瞞著警務人員，獨自走入浴室。浴室再次出現綠光，把衛斯理帶到一個「封閉，方形的大盒子」中。它的每一邊大約是二十呎長，三面牆壁，是乳白色的，光滑無比，只能說根本不知道是甚麼。

### 在一隻大盒子中
一塊板盛載著三顆扁圓形，白色，約莫有指甲蓋般大小，看來像是丸藥的東西，從左首邊的牆上穿過，飛了進來。余全祥向牆用力撞，發現牆是固體，而且沒有裂縫。綠光突然一閃，一個名為正村薰子的女子出現，她說她是長崎原子彈爆炸的遇害者之一，當天爆炸時在空中被「他們」救起。薰子指「他們」的星球，在很遠的地方，而這個「盒子」，是他們的一個工作站。薰子又指未曾見過，聽到過「他們」的聲音，但覺得人類強烈地思念，可以令「他們」知道。

### 雞蛋一樣的生物
薰子推測「他們」不知用甚麼方法，可以使任何東西穿過任何東西；也能夠在極短的時間內，將任何東西分解成為原子。綠光再出現，薰子，雲妮和余全祥先後消失，剩下衛斯理。衛斯理看見四隻盆形的東西飛近，它們的體積很小，直徑不會超過兩呎，像雞蛋一樣；它們是銀白色的，但是有許多小孔，閃閃發著綠光；在乳白色的物體之上，還有許多黑褐色的斑點，斑點迅速變換著排列，估計在互相交換意見。綠光閃起，衛斯理被帶回沙漠。衛斯理估計他們的出現，是要讓衛斯理看看他們的樣子，或者是他們想要衛斯理告訴地球上所有的人，地球人決不是甚麼萬物之靈，比地球人靈不知多少的生物很多。而余全祥和雲妮，他們消失了。

## 故事角色
- 衛斯理

書中主角。故事中參與余全祥和雲妮的婚禮，在余全祥和雲妮被外星人擄走時作出調查，其後也被外星人擄走。在太空船上見識到外星人的面貌，最後被送回地球。
- 余全祥

工程學博士，其父執全死在戰場，因其監護人和老蔡是同鄉所以和衛斯理認識。在結婚沒多久後被外星人擄走。
- 雲妮

余全祥的新婚妻子，在結婚沒多久後被外星人擄走。
- 賓納

異種情報處理局的助手，曾在余全祥和雲妮被外星人擄走時協助調查。
- 正村薰

日本人，在長崎原爆時被外星人救走，在太空中的船上生活十多年，對地球感到厭惡，希望能移民外星。在衛斯理被擄走後出現解釋一切。
- 「雞蛋」外星人

形狀像雞蛋，只有拳頭般大小，乳白色。身上有很多細絲，功能像人的雙手。利用身上的斑點作溝通。在太空某處有一個工作站。因要研究地球人而將四個地球人擄走。

## 廣播劇
- 香港電台於1984年1月30日至2月1日，逢星期一至五〈驚心動魄〉時段，以粵語首播《消失》廣播劇，合共3集。2021年4月22日至24日於《香港故事》時段內重播。
  - 監製：李安求
  - 編導：梁繼璋
  - 編劇：朱偉明
  - 錄音：梁仲然
  - 配音
    - 李學斌 飾演 衛斯理
    - 車森梅 飾演 白素
    - 蔡雅各 飾演 余全祥
    - 楊麗仙 飾演 Winnie（原著為雲妮）
    - 何錦華 飾演 正村薰子
    - 林友榮 飾演 賓納
    - 莫家駒 飾演 警官
    - 溫泉 　飾演 警官

- 香港商業電台以粵語於1987年星期一至五，每日下午三時正首播《消失》廣播劇，合共5集。為商台衛斯理廣播劇系列第十一個故事。 
  - 監製：金貴
  - 改編：圓方
  - 配音
    - 朱子聰 飾演 衛斯理
    - 錢佩卿 飾演 白素
    - 吳忠泰 飾演 余祥（原著為余全祥）
    - 吳惠齡 飾演 Winnie（原著為雲妮）
    - 甄惠儀 飾演 正村薰子
    - 楊廣培 飾演 賓納
    - 陳森　 飾演 警官
    - 金貴　 飾演 警官
    - 李錦　 飾演 駱駝隊員
    - 甄錦華 飾演 駱駝隊員